# Ludwigia lanceolata
Ludwigia lanceolata là một loài thực vật có hoa trong họ Anh thảo chiều. Loài này được Elliott mô tả khoa học đầu tiên năm 1817.